# Máy điện báo

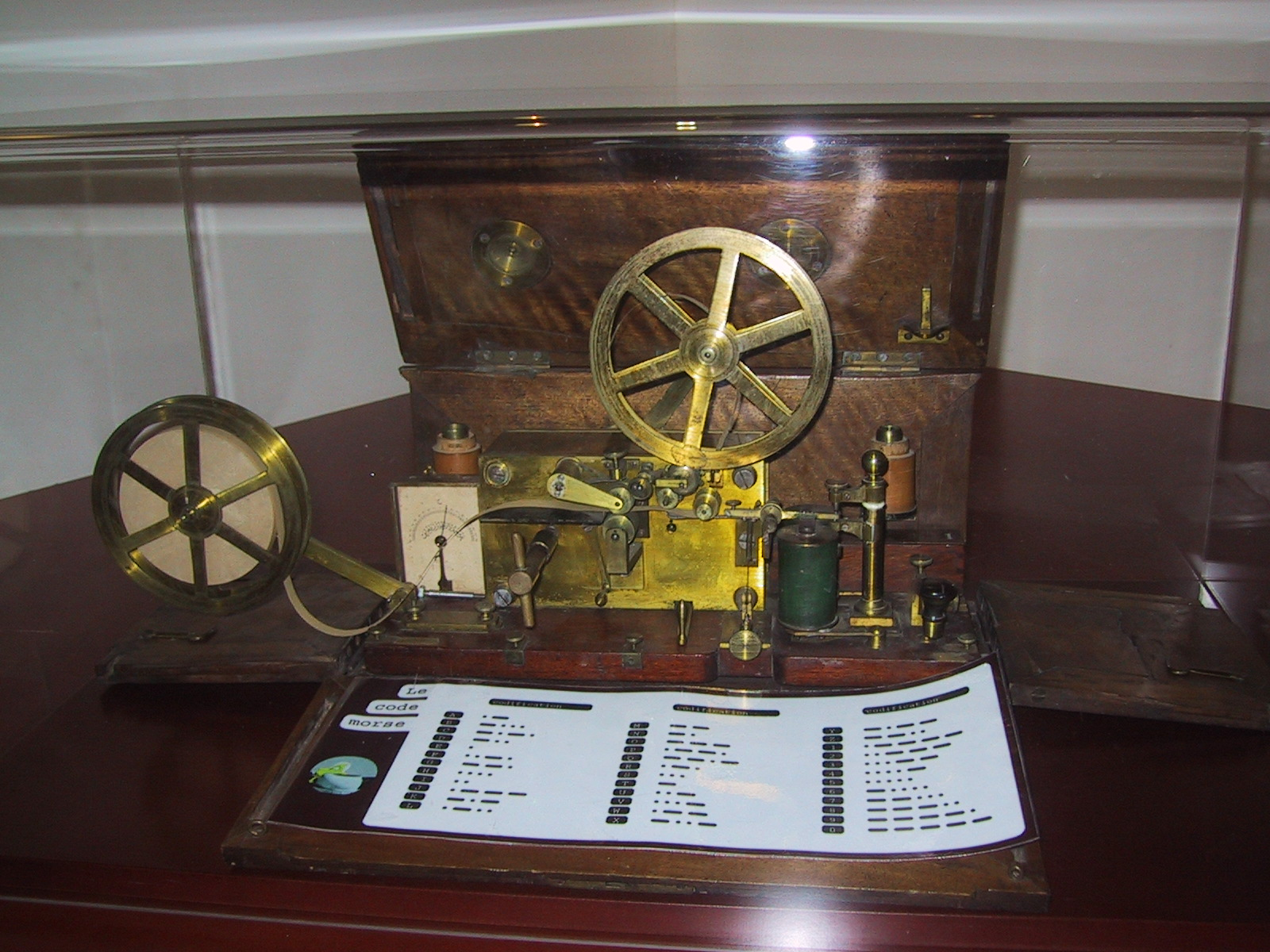
Máy điện báo Morse

Máy điện báo là một phương tiện truyền thông tin liên lạc đường dài bằng tín hiệu điện, được sử dụng rộng rãi từ những năm 1840 cho đến cuối thế kỷ 20. Đây là hệ thống viễn thông điện đầu tiên, cho phép truyền tải thông tin nhanh chóng qua khoảng cách lớn thông qua các đường dây điện. Trước khi có điện báo, việc truyền tin tức quan trọng thường phải dựa vào người đưa thư hoặc chim bồ câu, mất nhiều thời gian và không đảm bảo tính bảo mật.